# Eupsychellus sermoni
Eupsychellus sermoni är en fjärilsart som beskrevs av Pagens. Eupsychellus sermoni ingår i släktet Eupsychellus och familjen juvelvingar. Inga underarter finns listade i Catalogue of Life.